# 단숨에
단숨에(영어: Without A Break)는 조선민주주의인민공화국의 노래이다. 원래는 인민군대의 사기진작을 위한 군가풍의 노래이었으나 2012년 12월 모란봉악단은 〈단숨에〉를 경음악으로 편곡하여 새롭게 발표하였다. 다이내믹한 기타 솔로와 일렉트릭 바이올린의 화려함이 더해진 〈단숨에〉는 단숨에 모란봉악단의 시그니처 송(signature song)으로 떠올랐으며 이후로 성공적인 로켓 발사가 거듭될 때마다 〈단숨에〉는 서로 다른 편곡으로 발표되었다. 뿐만 아니라 〈단숨에〉는 조선민주주의인민공화국의 만리마 운동처럼, 인민군대의 속도전을 상징하는 용어로 자리잡았다.
미국을 타격할 수 있는 핵무력의 완성, 대륙간탄도유도탄 개발은 김정은 정권의 궁극적인 목표이었으며, 〈단숨에〉는 김정은 시대 국가정책 핵심이었던 경제-핵무기 건설 병진노선을 상징하는 아이콘과 같은 음악이었다. 지금까지 모란봉악단의 모든 〈단숨에〉 공연 마지막은 예외 없이, 성공적으로 발사된 대륙간탄도미사일이 미국의 중심부를 정확히 타격하는 무대 영상으로 끝을 맺었다. 잿더미로 변한 북미대륙과 그것을 지켜보는 관중들의 뜨거운 함성이 물론 그다음에 이어졌다.

## 군가와 〈단숨에〉 기상

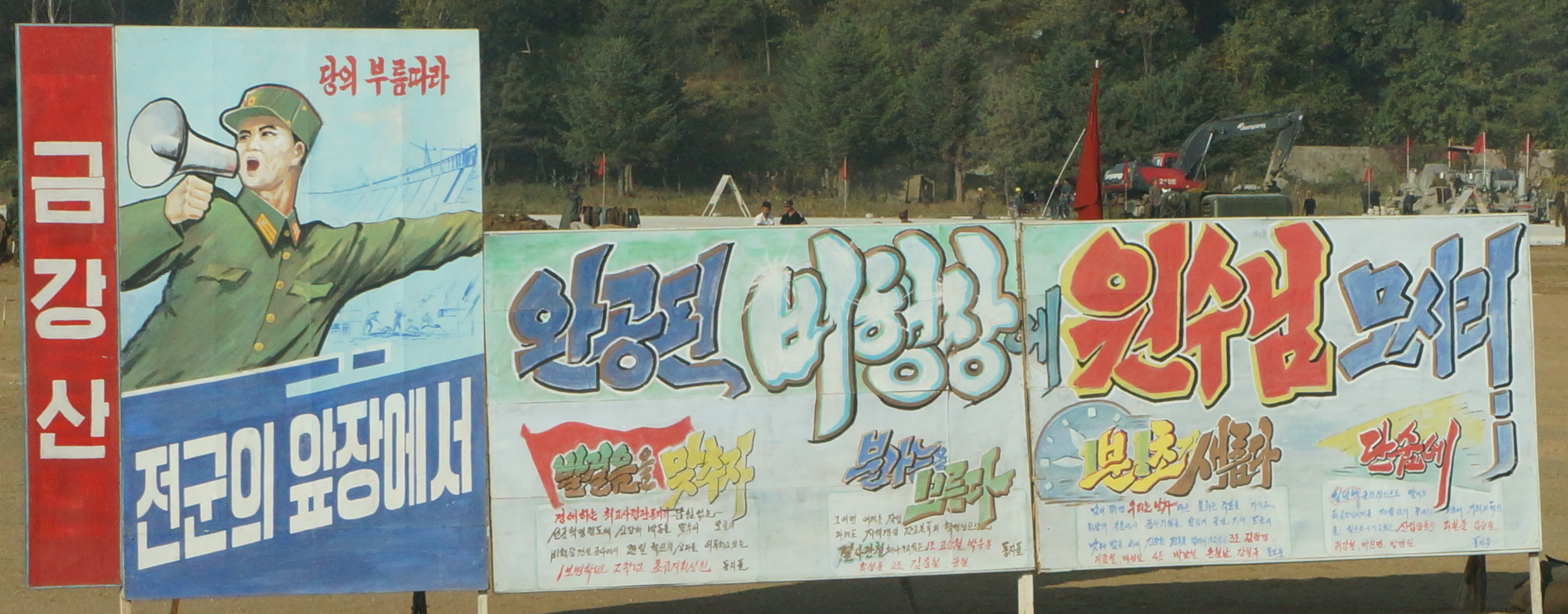
2014년 10월 평양 순안비행장 활주로 건설현장에 내걸린 인민군대의 표어, 오른쪽에 단숨에가 보인다

인민예술가 황진영 작곡, 윤두근 작사의 이 노래는 원래 2003년 발표된 보천보전자악단의 노래였고, 소속 가수였던 현송월이 노래했다. "훈련장에 나선 병사는 단숨에란 말을 사랑해, 산을 넘어도 단숨에, 강을 건너도 단숨에, 번개같이 불이 번쩍 단숨에"로 시작하는 가사는 모든 것을 단숨에 끝장내자는 인민군대의 결의를 담은 노래이었다. 그리고 〈단숨에〉 기상은 훈련장뿐만 아니라 조선인민군의 건설 토목공사 현장 등에서 유달리 강조되었는데, 그 기원은 2011년 5월 김정일 국방위원장과 김정은이 희천발전소 현장 방문에서 인민군대의 건설자들이 산 중턱에 높이 세운 〈단숨에〉라는 구호를 보고 감동을 한 것에서 비롯되었다.  강성대국의 상징으로 주장하며, 자강도 장자강과 청천강 유역에 걸쳐 세워진 희천발전소는 최근 20년 동안 건설한 발전소 가운데 가장 큰 규모로 알려졌으며 10년 이상 걸려야 한다던 대규모 건설을 단 3년 동안에 끝낸 것이라고 노동신문은 보도하였다.
즉, 당정 부문에서 천리마 만리마 운동을 부르짖었다면 군대 내에서는 이른바 속도전 구호로 〈단숨에〉 기상이 강조되었으며, 김정은은 2013년 1월 1일 신년사에서 인민군 장병들은 〈단숨에〉의 기상으로 강성국가 건설의 전투장에서 진격의 돌파구를 열었다고 치하하였다. 그리고 노동신문은 2016년 10월 4일 자에서 김정은이 인민군대는 언제나 혁명의 제일선에서 〈단숨에〉의 투쟁 기풍을 높이 떨쳐야 한다고 독려한 것을 보도하였으며, 또한 김정은은 2017년 8월 특수부대의 백령도·연평도 점령 훈련을 참관하며 인민군대에서는 서울을 〈단숨에〉 타고 앉으며 남반부를 평정할 생각을 해야 한다고 강조하였다. 한편 〈단숨에〉는 김정은 체제의 조선 문학에서 나타나기도 하는데, 새 지도자의 면모를 그린 '수령형상 문학'과 주민 생활상을 다룬 '사회주의 현실 주제' 문학뿐만 아니라 이른바 '마식령 속도'와 더불어 체제 건설방식의 새로움을 추상적으로 상징하는 속도전 담론으로 〈단숨에〉는 형상화되었다.

## 모란봉악단의 새로운 편곡
2012년 12월 21일 평양 목란관 연회장에서는 모란봉악단의 광명성 3호 2호기 성과적인 발사 축하공연이 있었는데, 이 무대에서 〈단숨에〉는 지금까지의 군가와 전혀 다른 새로운 경음악 편곡으로 발표되었다. 이 노래에서 모란봉악단 가수들은 보컬로 참여하지 않으며, 일정 후렴부분에서 현악4중주단을 제외한 기타·베이스·신디사이저·드럼 등 연주자들의 외치는 듯한 "단숨에 단숨에" 보컬이 있을 뿐이었다. 모란봉악단의 초기 음악적 정체성을 가장 뚜렷하게 보여주었던 선우향희·홍수경·차영미·유은정의 현악4중주단은 무대 전면에서 종으로 횡으로 열을 맞추어 그리고 옆으로 뒤로 돌아서는 등 다양한 모습을 보여주며 연주하였는데 이러한 것은 일찌기 찾아볼 수 없었던 모란봉악단 현악4중주단의 연주 형태이었다.
〈단숨에〉는 2013년 1월 1일 류경 정주영체육관에서의 모란봉악단 새해 경축공연에서 또 한 번 연주되었는데, 이 노래는 그 공연 무대의 절정을 이루었다. 강평희의 다이내믹한 기타 솔로에 이어지는 모란봉악단 제1바이올린 선우향희의 화려한 루바토는 〈단숨에〉에서 가장 빼놓을 수 없는 부분이었으며, 이 노래는 전체주의 정권의 선전선동 음악이 아닌 서구 자유주의 국가의 록 음악으로 얼핏 생각되기에 조금도 부족함이 없었다는 평가를 얻었다. 또한 2013년 2월 1일 류경 정주영체육관에서의 노동당 제4차 세포비서대회 참가자들을 위한 조선인민군공훈국가합창단과의 합동공연에서 〈단숨에〉는 최초로 관현악단과의 협연으로 선보였다.

## 당 병진노선을 상징하는 로켓 송

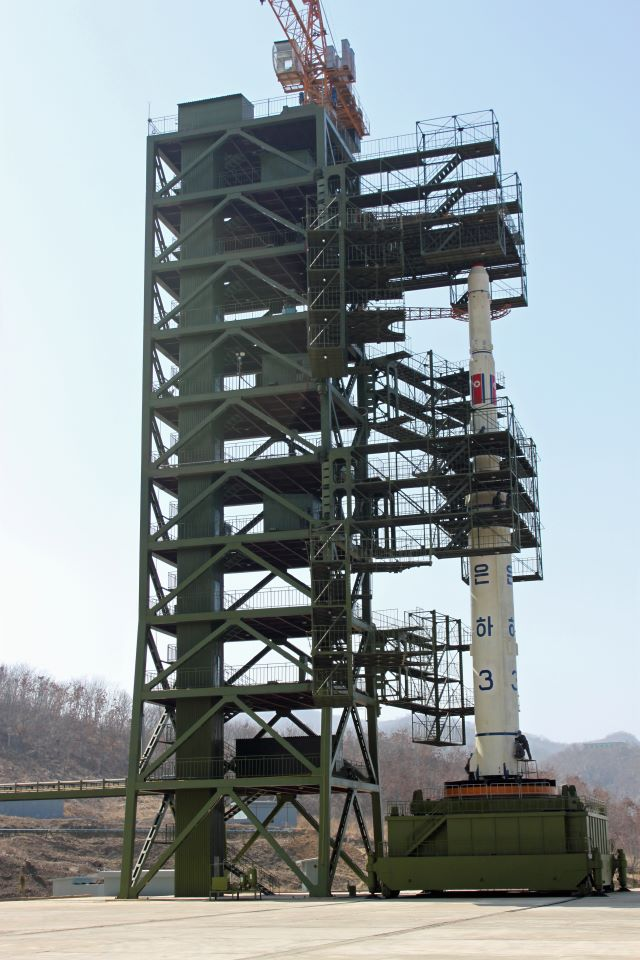
2012년 4월 서해 동창리 발사장의 은하 3호 로켓

2016년 2월 13일 목란관 연회장에서는 광명성 4호 발사성공에 기여한 과학자·기술자·일꾼들을 위한 모란봉악단의 축하공연이 있었는데, 〈단숨에〉는 다시 부분적으로 새롭게 편곡되어 연주되었으며, 이전까지 모란봉악단 제2바이올린이었던 홍수경은 〈단숨에〉의 도입부분에서 불꽃 튀는 바이올린 솔로를 보여주었다. 또한 2017년 7월 9일 류경 정주영체육관에서의 대륙간탄도로켓  화성-14형 시험발사성공 축하공연에서, 그리고 2017년 7월 30일 인민극장에서의 대륙간탄도로켓 화성-14형 2차 시험발사성공 축하공연에서 모란봉악단은 각기 새로운 편곡의 〈단숨에〉를 연주하였으며, 그리하여 〈단숨에〉는 이른바 로켓 송(rocket song)으로 불렸다. 즉, 〈단숨에〉는 성공적인 로켓 발사가 거듭될 때마다 부분적으로 새롭게 편곡되어 선을 보였으며, 지금까지 TV 공연 실황이 공개된 것만 간추려도 4가지의 '단숨에' 편곡 버전이 존재하고 있다.
2017년 12월 13일 류경 정주영체육관에서는 제8차 군수공업대회 참가자들을 위한 모란봉악단·공훈국가합창단과의 합동 축하공연이 있었는데, 이 무대는 TV 녹화중계되지는 않았지만 2017년 11월 29일 새벽 발사된 대륙간탄도로켓 화성-15형 시험발사의 성공을 역시 축하하는 공연이었다. 여기에서 역시 빠질 수 없는 것은 〈단숨에〉이었으며 조선중앙통신은 "이 공연에서 관현악 〈단숨에〉가 장내를 들었다 놓았다"라고 보도하였다.
또한 2017년 11월 29일 조선중앙TV는 화성-15형 로켓이 미국본토 전역을 타격할 수 있는 초대형 중량급 핵탄두 장착이 가능한 대륙간탄도로켓이며 국가핵무력 완성의 역사적 대업이 실현되었다고 주장하였지만, 북미 회담으로 비핵화 협상이 진행되는 2018년 6월 지금으로서는 언제나 그러하듯 무대 피날레에 장거리 미사일이 북미대륙을 정확히 타격하는 영상으로 끝나는 2017년 12월 〈단숨에〉 공연은 사실상 앞으로 다시 볼 수 없는 모란봉악단의 마지막 〈단숨에〉 무대이었으며, 이른바 노동당 핵·경제 병진노선의 대승리 아이콘과 같은 〈단숨에〉는 이렇게 종료되었다.

## 같이 보기
- 모란봉악단